# Michail Walerjewitsch Nestrujew
Michail Walerjewitsch Nestrujew (russisch Михаил Валерьевич Неструев; * 28. Oktober 1968 in Moskau, Russische SFSR) ist ein ehemaliger russischer Sportschütze.

## Erfolge
Michail Nestrujew nahm an drei Olympischen Spielen teil. Bei den Olympischen Spielen 2000 in Sydney qualifizierte er sich mit der Luftpistole mit 583 Punkten als Dritter für das Finale, in dem er mit 99,3 Punkten und damit 682,3 Gesamtpunkten als Vierter knapp eine Medaille verpasste. Auch 2004 in Athen zog er mit der Luftpistole ins Finale ein, dieses Mal mit einem neuen Olympiarekord von 591 Punkten. Mit 689,8 Punkten blieb er 0,2 Punkte hinter Wang Yifu und gewann so die Silbermedaille vor seinem Landsmann Wladimir Issakow. Mit der Freien Pistole schaffte er mit Punkten ebenfalls den Finaleinzug und erhielt dank 663,3 Punkten vor Jin Jong-oh und Kim Jong-su als Olympiasieger die Goldmedaille. Die Olympischen Spiele 2008 in Athen schloss Nestrujew mit der Luftpistole auf dem 28. Platz und mit der Freien Pistole auf dem 23. Platz ab.
Bei Weltmeisterschaften gewann Nestrujew fünf Titel sowie neun Silbermedaillen. Seinen ersten Titel sicherte er sich 1990 in Moskau mit der Luftpistolen-Mannschaft. 1998 gewann er in Barcelona die Einzelkonkurrenz mit der Standardpistole, während er mit der Mannschaft in den Disziplinen Freie Pistole, Großkaliberpistole und Luftpistole Zweiter wurde. 2002 in Lahti wurde Nestrujew sowohl im Einzel- als auch im Mannschaftswettbewerb mit der Luftpistole Weltmeister. Mit der Großkaliberpistole belegte er im Einzel ebenso Platz zwei wie mit der Freien Pistole im Mannschaftswettkampf. Vier Jahre darauf gewann er in Zagreb den Titel mit der Großkaliber-Mannschaft und wurde nochmals Zweiter in den Mannschaftsdisziplinen mit der Freien Pistole, der Luftpistole und der Standardpistole. Im Einzel wurde er 2006 mit der Großkaliberpistole Vizeweltmeister. Bei Europameisterschaften gewann Nestrujew über 30 Titel sowie über 40 nationale Meisterschaften.
Michail Nestrujew ist verheiratet und hat ein Kind.